# Historia del uniforme de la Associazione Sportiva Roma
La Indumentaria de la A.S. Roma es el utilizado por los jugadores «Giallorossi » tanto en competencias nacionales como internacionales, desde el primer equipo hasta los juveniles, en los equipos masculinos y femeninos.
La vestimenta titular histórica usada por el club consta de camiseta rojo oscuro imperial, pantalón blanco o rojo oscuro imperial y medias rojas oscuras imperial, la cual ha sufrido leves cambios de diseños.
La vestimenta alternativa ha tenido varios colores como diseños, actualmente se compone de camisetas beige, pantalón beige y medias beige.
- Marca deportiva actual: Adidas
- Uniforme titular: Camiseta roja imperial, pantaloneta roja imperial o blanca, medias rojas imperial.
- Uniforme alternativo: Camiseta blanca, pantaloneta blanca, medias blancas.
- 3° uniforme: Camiseta amarilla, pantaloneta amarilla, medias amarillas.

## Cronología

### Titular
| 1927-28 | 1928-30 | 1931-36 | 1937-38 | 1939-41 | 1942-43 | 1944-48 | 1949-50 | 1950-51 |  |
| 1951-54 | 1955-58 | 1958-60 | 1960-63 | 1963-64 | 1964-65 | 1965-68 | 1969    | 1969-70 |  |
| 1970-73 | 1973-74 | 1974-75 | 1975-78 | 1978    | 1979-80 | 1980-82 | 1982-83 | 1983    |  |
| 1984    | 1984-85 | 1985-86 | 1986    | 1987    | 1987-91 | 1991-92 | 1992-94 | 1994-95 |  |
| 1995-96 | 1996-97 | 1997-98 | 1998-99 | 1999-00 | 2000-01 | 2001-02 | 2002-03 | 2003-04 |  |
| 2004-05 | 2005-06 | 2006-07 | 2007-08 | 2008-09 | 2009-10 | 2010-11 | 2011-12 | 2012-13 |  |
| 2013-14 | 2014-15 | 2015-16 | 2016-17 | 2017-18 | 2018-19 | 2019-20 | 2020–21 | 2021–22 |  |
| 2022-23 | 2023-24 | 2024-25 |         |         |         |         |         |         |  |

### Suplente
| 1927-28 | 1928-29 | 1929-30 | 1930-31 | 1931-32 | 1932-35 | 1936-38 | 1938-42 | 1942-43 |
| 1943-45 | 1945-46 | 1946-47 | 1947-48 | 1948-49 | 1949-50 | 1950-51 | 1951-52 | 1952-53 |
| 1953-54 | 1954-56 | 1956-59 | 1959-60 | 1960-62 | 1962-64 | 1964-65 | 1965-68 | 1969    |
| 1969-70 | 1970-73 | 1973-77 | 1977-78 | 1978-79 | 1979-80 | 1980-82 | 1982-83 | 1983    |
| 1984    | 1984-85 | 1985-86 | 1986    | 1987    | 1987-90 | 1990-91 | 1991-92 | 1992-93 |
| 1993-94 | 1994-95 | 1995-96 | 1996-97 | 1997-98 | 1998-99 | 1999-00 | 2000-01 | 2001-02 |
| 2002-03 | 2003-04 | 2004-05 | 2005-06 | 2006-07 | 2007-08 | 2008-09 | 2009-10 | 2010-11 |
| 2011-12 | 2012-13 | 2013-14 | 2014-15 | 2015-16 | 2016-17 | 2017-18 | 2018-19 | 2019-20 |
| 2020-21 | 2021-22 | 2022-23 | 2023-24 | 2024-25 |         |         |         |         |

### Alternativo
| 1931-38 | 1945-47   | 1948-56   | 1956-57   | 1957-58   | 1958-59   | 1962-63   | 1967-68 | 1973-74 |
| 1978    | 1991-1992 | 1995-1996 | 1996-1997 | 1997-1998 | 1998-1999 | 1999-2000 | 2000–01 | 2001–02 |
| 2002-03 | 2003-04   | 2004-05   | 2005-06   | 2006-07   | 2007-08   | 2008-09   | 2009-10 | 2010-11 |
| 2011-12 | 2012-13   | 2013-14   | 2014-15   | 2015-16   | 2016-17   | 2017-18   | 2018-19 | 2019-20 |
| 2020-21 | 2021-22   | 2022-23   | 2023-24   | 2024-25   |           |           |         |         |

### Cuarto
| 1932-33 | 1945-46 | 1951-52 | 2001-02 | 2002-03 | 2003-04 | 2004-05 | 2021-22 |

### Especiales
| Local UCL 2002-03 | Visita UCL 2002-03 | Local UCL 2004-05 | Visita UCL 2004-05 | Europa 2005-06 | Copa Italia 2005-06 | 2016-17 |

## Patrocinio
| Período   | Proveedor     | Patrocinador   |
| --------- | ------------- | -------------- |
| 1970–77   | Lacoste       | Sin Sponsor    |
| 1977–79   | Adidas        | Sin Sponsor    |
| 1979–80   | Pouchain      | Sin Sponsor    |
| 1980–81   | Playground    | Sin Sponsor    |
| 1981–82   | Playground    | Barilla        |
| 1982–83   | Patrick       | Barilla        |
| 1983–86   | Kappa         | Barilla        |
| 1986–91   | NR            | Barilla        |
| 1991–94   | Adidas        | Barilla        |
| 1994–95   | Asics         | Nuova Tirrena  |
| 1995–97   | Asics         | INA Assitalia  |
| 1997–00   | Diadora       | INA Assitalia  |
| 2000–02   | Kappa         | INA Assitalia  |
| 2002–03   | Kappa         | Mazda          |
| 2003–05   | Diadora       | Mazda          |
| 2005–06   | Diadora       | Banca Italease |
| 2006–07   | Diadora       | Sin Sponsor    |
| 2007–13   | Kappa         | Wind           |
| 2013–14   | Sin Proveedor | Roma Cares     |
| 2014–18   | Nike          | Sin Sponsor    |
| 2018–21   | Nike          | Qatar Airways  |
| 2021–23   | New Balance   | Digitalbits    |
| 2023–2028 | Adidas        | Riyadh Season  |